# مايك جونز (لاعب كرة قاعدة)
مايك جونز هو لاعب كرة قاعدة كندي، ولد في 5 يوليو 1865 في هاميلتون في كندا، وتوفي في 24 مارس 1894.

## وصلات خارجية
- مايك جونز على موقعبيزبول رفرنس.كوم (الدوري الرئيسي) (الإنجليزية)
- مايك جونز على موقعبيزبول رفرنس.كوم (الدوري الثانوي) (الإنجليزية)